# Bedřich Koutný
Bedřich Koutný (* 6. března 1931) je bývalý československý sportovec boxer. V roce 1952 se zúčastnil letních olympijských her v Helsinkách, kde boxoval v kategorii střední váha (69–75 kg). Skončil na děleném 9. místě.